# Hal David

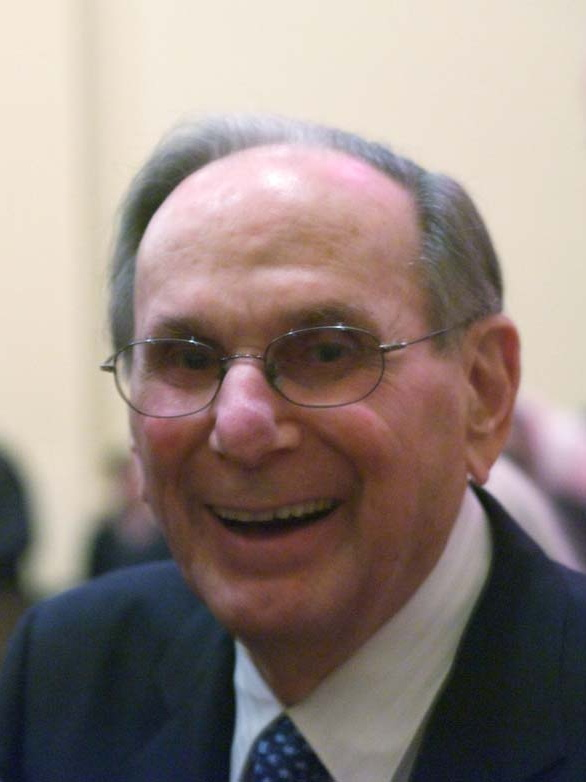
Hal David in 2011

Harold Lane David (New York, 25 mei 1921 – Los Angeles, 1 september 2012) was een Amerikaans tekstschrijver die grote bekendheid kreeg door zijn langdurige samenwerking met de componist Burt Bacharach. 

## Biografie
Hal David werd geboren in New York als zoon van de Oostenrijks joodse immigranten Lina Goldberg en Gedalier David, die een delicatessenzaak hadden in New York. Hij had een oudere broer Mack die eveneens songwriter was.
Hij stierf in 2012, 91 jaar oud, ten gevolge van een beroerte. Hij heeft twee zoons, bij zijn eerste vrouw Anne Rauchman (gestorven in juni 1987), en drie kleinkinderen. In september 1988 trouwde hij met Eunice Forester. Hij ligt begraven in het Forest Lawn Memorial Park (Hollywood Hills) bij zijn eerste vrouw Anne.

## Carrière
In 1957 ontmoette David componist Burt Bacharach in het Brill Building in New York waar ze samen bij een muziekuitgeverij bleken te werken.  Ze besloten te gaan samenwerken en schreven hun eerste hit "The story of my life", opgenomen door Marty Robbins, in 1957. Later in dat jaar nam Perry Como hun song "Magic Moments"  op. De jaren zestig en de vroege jaren zeventig waren hun hoogtijdagen; ze schreven samen een groot aantal evergreens van de Amerikaanse populaire muziek die door talloze artiesten opgenomen en gecoverd werden. Vooral Dionne Warwick was hun muze, maar ook The Carpenters, Dusty Springfield, Gene Pitney, Tom Jones, Aretha Franklin, Jackie DeShannon en nog vele anderen namen in hun muziek op. 
Hits van David (en Bacharach) zijn onder meer "Raindrops Keep Fallin' on My Head", "This Guy's in Love with You", "I'll Never Fall in Love Again", "Do You Know the Way to San Jose", "Walk On By", "Don't Make Me Over", What the World Needs Now Is Love", "24 Hours from Tulsa", "The Man who shot Liberty Valance", "I Say a Little Prayer", "(There's) Always Something There to Remind Me", "One Less Bell to Answer" en "Anyone Who Had a Heart".
Hun filmmuziek bevat o.a. de Oscargenomineerde titelsongs voor "What's new Pussycat?",  "Alfie", "The look of love" en "Casino Royale" (de 1967 film). Met "Raindrops keep fallin' on my head" gezongen door B.J. Thomas, uit de film Butch Cassidy and the Sundance Kid wonnen zij een Oscar. Hun songs  "Don't make me over", "(They long to be) Close to you" en "Walk on by" zijn opgenomen in de Grammy Hall of Fame. 
In 1968 schreven Bacharach en David de musical "Promises Promises" met daarin o.a. de hits "Promises Promises", "A House is not a Home" en "I'll Never fall in Love Again".
David schreef de songteksten voor drie James Bond films: in vervolg op "The Look of love" uit Casino Royale met Bacharach, schreef hij "We have all the time in the world", samen met John Barry, gezongen door Louis Armstrong, uit "On Her Majesty's Secret Service" (1969). In 1979 volgde "Moonraker", eveneens samen met John Barry, gezongen door  de "vaste Bond zangeres" Shirley Bassey.
In 2011 ontvingen David en Bacharach de Gershwin Prize for Popular Songs, ingesteld door de Library of Congress. Het was de eerste keer dat een songwritersduo deze prijs kreeg. David was herstellende van een ziekte en was niet in staat zelf de ceremonie in Washington D.C. in mei 2012 bij te wonen.
Het televisie Tribute Programma "What the World Needs Now: Words by Hal David" kwam uit op de publieke tv-zenders en in 2019 op dvd. Bette Midler deed de presentatie. Het programma omvatte oude interviews met Hal David en commentaar, bijdragen en oude opnames van en met o.a. Burt Bacharach, Dionne Warwick, Valerie Simpson, Barbra Streisand, Cher, Dusty Springfield, B.J. Thomas en Glen Campbell.